# Министарство спољних послова Босне и Херцеговине
Министарство спољних (вањских) послова Босне и Херцеговине је једно од девет заједничких министарстава на нивоу Босне и Херцеговине одговорно Савјету министара Босне и Херцеговине, на чијем је челу се налази Елмедин Конаковић, из Народ и правда.

## Надлежности
Министарство спољних послова надлежно је за:
- провођење утврђене политике БиХ и ради на развоју међународних односа у складу са ставовима и смјерницама Предсједништва Босне и Херцеговине
- предлаже утврђивање ставова о питањима од интереса за спољнополитичке активности и међународни положај БиХ
- заступање БиХ у дипломатским односима према другим државама, међународним организацијама и на међународним конференцијама, и за непосредну комуникацију са дипломатским и представништвима других држава и мисијама међународних организација у БиХ и обавља стручне послове у вези са тим
- праћење стања и развој међународних односа БиХ са другим државама, међународним организацијама и другим субјектима међународног права и међународних односа и о томе извјештава Парламент Босне и Херцеговине, Предсједништво Босне и Херцеговине и Савјет министара Босне и Херцеговине
- предлагање Предсједништву Босне и Херцеговине успостављања или прекида дипломатских или конзуларних односа са другим државама
- сарадњу с међународним организацијама, предлагање Предсједништву Босне и Херцеговине учлањење, односно учешће БиХ у раду међународних организација
- организовање, усмјеравање и координирање рада дипломатско-конзуларних представништава БиХ у иностранству
- припремање и организовање међународних посјета и сусрета
- припремање билатералних и мултилатералних споразума
- вршење послова у вези са боравком и заштитом права и интереса држављана БиХ на сталном и привременом боравку у иностранству и домаћих правних лица у иностранству
- да у сарадњи са надлежним министарствима и институцијама прати међународна економска кретања и односе и обавјештава надлежне органе о томе, као и о економским односима БиХ са појединим земљама и регионима
- подстицање, развијање и координација сарадње са исељеништвом из БиХ
- припрему документације, анализа, информација и других материјала за потребе Предсједништва Босне и Херцеговине, Савјета министара и других органа надлежних за спровођење спољне политике